# جامعة ويلفريد لورييه
جامعة ويلفريد لورييه هي جامعة عامة في كندا، تأسست عام 1911. تقع في مدن واترلو، برانتفورد، تورونتو، كيتشنر.

## إحصائيات
يبلغ عدد طلاب الجامعة 14750 طالب، منهم 1,000 طالب دراسات عليا.

## وصلات خارجية
- الموقع الرسمي